# Massimiliano Colombo

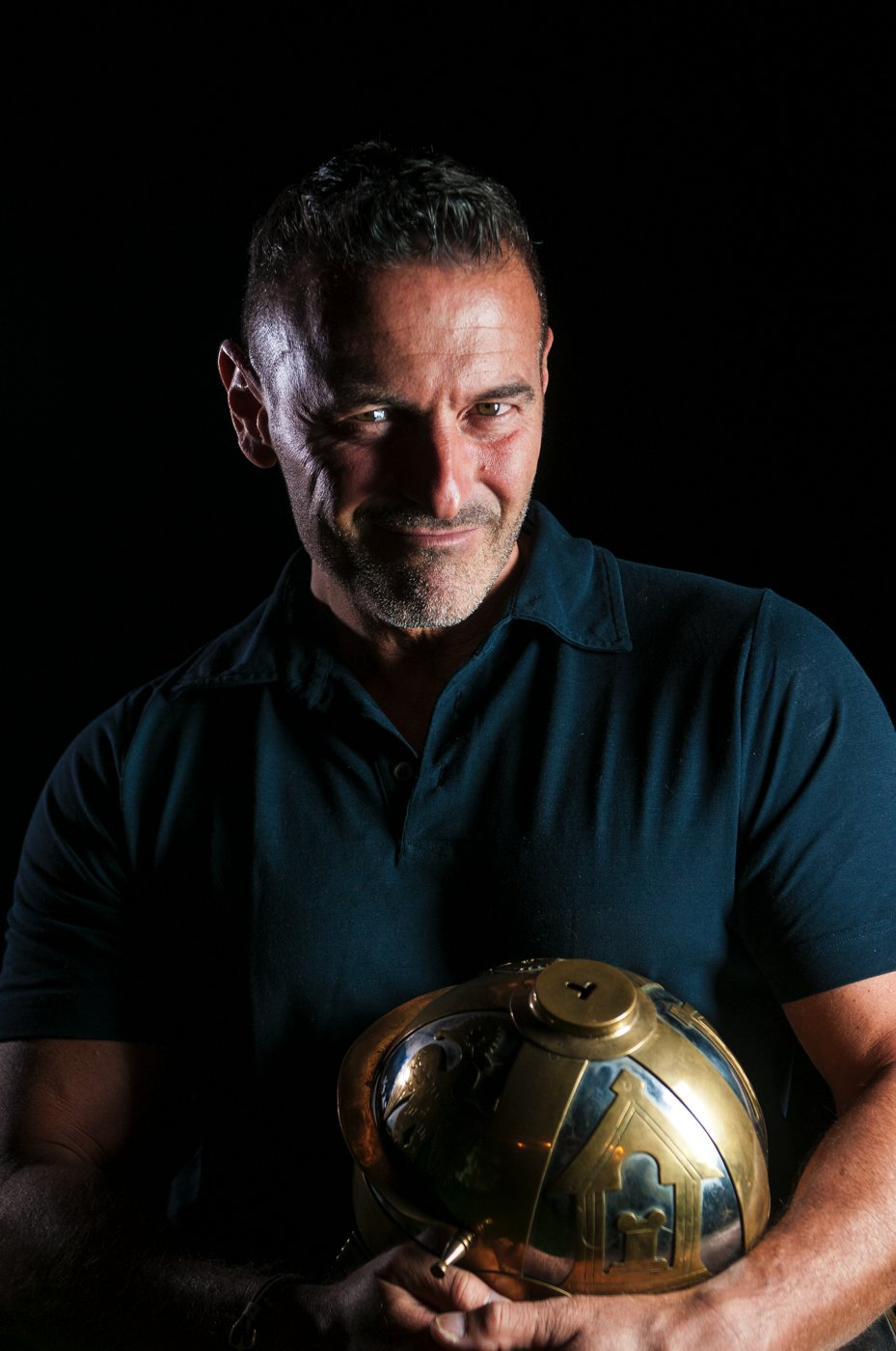

Massimiliano Colombo (Bergamo, 1966) è uno scrittore italiano.

## Biografia
Nato a Bergamo il 10 dicembre del 1966, Massimiliano Colombo vive attualmente a Como. Nel 1988 ha servito nella Brigata Folgore – 2º Btg. Paracadutisti Tarquinia.
Inizia a scrivere nel 2002 e pubblica il suo primo romanzo, L'Aquilifero, per la Nuovi Autori di Milano, una casa editrice per scrittori esordienti. Nel 2009, Piemme ne acquisisce i diritti ripubblicando il libro nell'autunno del 2010 con il titolo: La legione degli immortali, al quale è seguito nel 2011 Il vessillo di Porpora e nel 2012 Draco, l'ombra dell’Imperatore.
Nel 2013 la casa editrice spagnola Ediciones B acquista i diritti dei suoi libri per il mercato mondiale di lingua spagnola; nel 2014, esce l'edizione spagnola de La legione degli immortali, La legión de los inmortales, che pubblica tre edizioni in pochi mesi e consegue un successo della critica e da pubblico tale da consacrarlo in Spagna e Sud America come una delle voci più interessanti del panorama europeo del romanzo storico. Nello stesso anno, Il vessillo di Porpora esce per il mercato spagnolo col nome El estandarte púrpura, e nel 2015 Draco, l'ombra dell’Imperatore diventa Draco, la sombra dell'Emperador. Nel 2016, Ediciones B si accaparra i diritti dell'attesissimo prequel de La Legione degli immortali: Centurio, che pubblica in autunno e che arriva in Italia l'anno successivo con l'editore Newton Compton. Nel luglio 2018, Ediciones B, acquisita dal Gruppo Editoriale Penguin Random House, pubblica Devotio in Spagna e Sud America e ne cede i diritti per la lingua italiana a Newton Compton, che a ottobre dello stesso anno pubblica il libro con il titolo di Stirpe di Eroi.
Nel maggio del 2019, sotto la Newton Compton escono L'aquila della decima legione, come riedizione de La legione degli immortali, e un'edizione rivista e corretta de L'aquilifero in occasione dei quindici anni dalla stesura iniziale dal titolo L'Aquila della Decima Legione. Nel marzo del 2020 esce L'ombra dell'imperatore, edizione rivista di Draco uscita in Italia nel 2012.
Sempre Newton Compton pubblica nel 2021 la raccolta di tre libri: “Centurio; L’ombra dell’imperatore e Stirpe di Eroi” in un unico volume di 1.080 pagine.
Nel 2021 l’autore finisce di scrivere la sua ultima opera Triumphus, la storia della Guerra Gallica rivissuta dalla fossa del carcere Tulliano da Vercingetorige. Penguin Random House Spagna ne acquisisce i diritti e ne programma la pubblicazione a inizio 2023. Il libro esce in Italia per Newton Compton nel gennaio del 2022 con il titolo Il prigioniero di Cesare.

## Opere
- L'aquilifero (2005), Nuovi Autori Editrice, ISBN 978-8875681203
- La legione degli immortali (2010), Edizioni Piemme, ISBN 978-8856620962
  - L'aquila della decima legione (riedizione, 2019), Newton Compton Editori, ISBN 978-88-227-2483-0
- Il vessillo di porpora (2011), Edizioni Piemme, ISBN 978-8856609899
- Draco - L'ombra dell'imperatore (2012), Edizioni Piemme, ISBN 978-8856627671
  - L'ombra dell'imperatore (riedizione, 2020), Newton Compton Editori, ISBN 978-88-227-3811-0
- Centurio (2016), Newton Compton Editori, ISBN 978-88-227-1302-5
- Stirpe di eroi (2018), Newton Compton Editori, ISBN 978-88-227-2476-2
- Il prigioniero di Cesare (2022), Newton Compton Editori, ISBN 978-88-227-6059-3
- La vendetta della legione (2023), Newton Compton Editori, ISBN 978-88-227-6228-3